# CrossLaps
β-CrossLaps (β-CTx) sind ein Knochenmarker zum Nachweis von Abbaufragmenten des Kollagens. Kollagen ist mit einem Anteil von ca. 90 % der Hauptbestandteil der organischen Knochenmatrix. Einsatzgebiet des β-CrossLaps-Tests ist die Diagnostik bei Osteoporose.
Gegenüber der Knochendichtemessung, die erst nach ca. zwei Jahren einen Hinweis auf die strukturellen Veränderungen des Knochens geben kann, bietet CrossLaps die Möglichkeit, Veränderungen im Knochenstoffwechsel bereits nach drei Monaten nachzuweisen. Somit besteht die Möglichkeit, CrossLaps zur Therapieüberwachung einzusetzen.

## Diagnostischer Einsatz von CrossLaps
Der CrossLaps-Test eignet sich für folgende Einsatzgebiete:
- Überwachung einer antiresorptiven Osteoporose-Therapie (Bisphosphonate, Hormonersatztherapie, SERM)
- Nachweis eines erhöhten Kollagenabbaus
- Bestimmung des Frakturrisikos

Die Blutentnahme sollte immer morgens zur gleichen Zeit bei nüchternen Patienten erfolgen. Durch die morgendliche Entnahme wird der Einfluss der zirkadianen Rhythmik auf die Ergebnisse reduziert, da das Maximum des CrossLaps-Wertes in der Nacht und das Minimum am Nachmittag liegt. Des Weiteren wird durch die Blutentnahme im nüchternen Zustand die intra-individuelle Schwankung der Ergebnisse stark reduziert.
Die CrossLaps-Referenzbereiche sind laborabhängig, beispielhaft sollen folgende Werte genannt sein:
| Frau/Mann | Alter         | Referenzbereich    |
| --------- | ------------- | ------------------ |
| Frau      | Prä-Menopause | 25 bis 573 pg/ml   |
|           | Menopause     | 104 bis 1008 pg/ml |
| Mann      | 30–50 Jahre   | 16 bis 584 pg/ml   |
|           | 51–70 Jahre   | bis 704 pg/ml      |
|           | über 70 Jahre | bis 854 pg/ml      |

## CrossLaps zur Therapie-Überwachung
CrossLaps kann zur Überwachung einer antiresorptiven Osteoporose-Therapie eingesetzt werden.

### Responder
Bei Ansprechen der Therapie (Patient ist ein sogenannter Responder) fallen die CrossLaps-Werte schon nach wenigen Wochen ab und bleiben bei regelmäßiger Medikamenteneinnahme niedrig. Abhängig von der Therapieart fallen die Werte deutlich unter die 35 %- bzw. 55 %-Marke ab. Die signifikante Abnahme der Knochenresorptionsmarker in den 3–6 Monaten nach Beginn einer antiresorptiven Therapie geht mit einer signifikanten Abnahme des Frakturrisikos einher.

### Non-Responder
Falls die CrossLaps-Werte keine signifikante Veränderung zeigen, so können die Gründe die Nichteinnahme der Medikamente oder eine Unwirksamkeit der Therapie sein.

## Osteoporose-Pathologie und β-CrossLaps
Die Antikörper des CrossLaps-Tests weisen sogenannte β-CrossLaps nach. Diese sind ein Spaltprodukt (sogenannte linearer Abbaufragmente) der C-terminalen Telopeptide (β-CTx) des Typ I Kollagens. Die in den C-terminalen Telopeptiden vorkommende α-Asparaginsäure wird bei Alterung des Knochens in β-Asparaginsäure umgewandelt (β-CTx). Quervernetzte Bruchstücke des β-CTx enthalten zweimal das β-CTx-Antigen. Diese Bruchstücke, β-CrossLaps genannt, werden durch Knochenresorption infolge der Osteoklasten-Aktivität freigesetzt. β-CrossLaps ist somit ein spezifisches Abbauprodukt des Knochenkollagens im Sinne eines Knochenresorptionsmarkers.